# Superligaen
La Superligaen, ufficialmente chiamata 3F Superliga per ragioni di sponsorizzazione, è la massima divisione del campionato danese di calcio. Attualmente è composta da 12 squadre, con due retrocessioni a stagione.

## Formula
Le 12 squadre partecipanti si affrontano in gironi di andata-ritorno, in cui ogni squadra gioca 22 partite, al termine delle quali le prime sei disputeranno i successivi play-off mentre le altre sei i play-out, in cui ogni squadra gioca ulteriori 10 partite. Al termine della stagione la squadra campione si qualificherà per i preliminari della UEFA Champions League. Le squadra classificata al secondo posto si qualificherà per il secondo turno di qualificazione della UEFA Conference League, mentre la squadra classificatasi terza disputa uno spareggio con la prima classificata del girone play-out per un ulteriore posto in Conference League; se fra queste squadre si inserisce la vincitrice della coppa, le altre scalano di conseguenza. Le ultime due squadre classificate dei Play-out retrocederanno in 1. Division.

## Storia
La Dansk Boldspil Union (DBU, Unione danese di giochi con la palla) è stata fondata nel 1889, e alla sua nascita ha inaugurato il Fodboldturneringen (Torneo di calcio), al quale prendevano parte solo squadre di Copenaghen, ragion per cui i vincitori non sono considerati come campioni nazionali. Nel 1903 nacque la Copenaghen Football Association (KBU), che iniziò ad organizzare indipendentemente il Fodboldturneringen, assegnando il titolo di campione di Copenaghen. Negli anni successivi nacquero altre federazioni regionali che iniziarono ad organizzare i loro campionati, parallelamente a quello di Copenaghen.
Nel 1912 la federazione nazionale organizzò il primo torneo nazionale, il National Football Tournament, che esordì con la stagione 1912-13. Fino al 1927 il titolo era assegnato in un torneo ad eliminazione diretta, con la squadra campione di Copenaghen che era qualificata direttamente alla finale, da disputare contro la vincente degli spareggi tra le squadre campioni dei vari campionati regionali. Tra il 1914 e il 1917 al torneo è stata invitata anche la seconda classificata del campionato di Copenaghen, che spesso otteneva la qualificazione per la finale, a causa dell'ampio divario tra le squadre della capitale e il resto della nazione.
Con l'edizione 1927-28, fu inaugurato il primo campionato nazionale: era strutturato con 20 squadre, che venivano divise in 5 gironi di sola andata, e la vincente di ogni girone si qualificava per il girone finale per decretare la squadra campione nazionale. Questo formato durò soltanto due anni prima di una nuova riforma del campionato, e il torneo fu rinominato in Championship League a partire dalla stagione 1929-30: le squadre erano divise in due serie, con la serie superiore che contava 10 squadre e prevedeva un meccanismo di promozioni e retrocessioni con la categoria inferiore. Il girone prevedeva partite di sola andata, ma tra il 1936 e il 1937 furono introdotte le gare di andata e ritorno.
Durante la seconda guerra mondiale, l'occupazione tedesca della Danimarca portò alla reintroduzione del sistema ad eliminazione diretta, con il formato che cambiò più volte tra il 1940 e il 1945, con numeri diversi di squadre partecipanti e una quantità variabile di turni.
Al termine della guerra, dalla stagione 1945-46 la competizione tornò al formato del campionato, con il nuovo nome di 1.Division e una struttura a 10 squadre, gironi di andata e ritorno e un sistema di promozioni e retrocessioni con la serie inferiore. La stagione 1953-54 vide vincere la prima squadra non di Copenaghen, con l'imposizione del Køge BK. Dovettero passare più di 10 anni prima di una nuova vittoria di un club della capitale, quando l'AB vinse l'edizione 1967.
A partire dalla stagione 1958 cambiarono anche il calendario, spostandosi sull'anno solare, e il numero di partecipanti, con l'allargamento a 12 e due retrocessioni a stagione. Il campionato fu nuovamente allargato nel 1975, arrivando a 16, e in seguito ristretto nel 1986, raggiungendo le 14 squadre partecipanti.
Nel 1991 la federazione optò per un rebranding della competizione, rinominandola Superligaen, alla quale presero parte 10 squadre per la stagione inaugurale, che si disputò nella primavera del 1991 prima di passare al calendario autunno-primavera dalla stagione successiva. Le prime stagioni videro una stagione regolare con 10 squadre e una seconda fase alla quale prendevano parte le prime 8, ma questo formato fu abbandonato con la stagione 1994-95. A partire dall'edizione successiva il campionato prevede 12 squadre, e dal 2016 al 2020 ci fu un ulteriore allargamento a 14 con l'inserimento di un gruppo scudetto. Dalla stagione 2020-21 si tornò a 12 squadre, ma rimase il formato della divisione in gruppi.

### Sponsor
In ordine cronologico, le aziende che hanno sponsorizzato il campionato sono state:
- Coca-Cola (1995-1996);
- Faxe Kondi (1996-2001);
- SAS (2001-2010);
- Alka (2015-2018);
- 3F (2019-in corso).

## Partecipazioni per squadra
Sono 33 le squadre ad aver preso parte ai 36 campionati dal 1991 al 2025-2026 (in grassetto quelle partecipanti all'edizione 2025-26):
- 36 volte:  Brøndby
- 34 volte:  Aalborg,  Copenaghen,  Odense
- 33 volte:  Aarhus
- 29 volte:  Silkeborg
- 26 volte:  Midtjylland
- 24 volte:  Nordsjælland
- 22 volte:  Lyngby
- 21 volte:  Viborg
- 20 volte:  Randers
- 18 volte:  Esbjerg,  SønderjyskE
- 16 volte:  Vejle
- 13 volte:  Horsens
- 8 volte:  AB,  Herfølge
- 5 volte:  Ikast FS,  Næstved
- 4 volte:  Frem,  Hobro
- 2 volte:  Aarhus Fremad  B 1903,  HB Køge,  Hvidovre,  Vestsjælland
- 1 volta:  B 1909,  B.93,  Fredericia,  Fremad Amager,  Helsingør,  Køge BK,  Vendsyssel

## Squadre partecipanti
Vengono riportate le squadre militanti in Superligaen nella stagione 2024-2025.
| Club         | Città           | Stadio                    | Stagione 2023-2024    |
| ------------ | --------------- | ------------------------- | --------------------- |
| Aalborg      | Aalborg         | Aalborg Portland Park     | 2° in 1.Division      |
| Aarhus       | Aarhus          | Ceres Park                | 5° in Superligaen     |
| Brøndby      | Brøndby         | Brøndby Stadion           | 2° in Superligaen     |
| Copenaghen   | Copenaghen      | Parken Stadium            | 3° in Superligaen     |
| Lyngby       | Lyngby-Taarbaek | Stadio Lyngby             | 10° in Superligaen    |
| Midtjylland  | Herning         | MCH Arena                 | Campione di Danimarca |
| Nordsjælland | Farum           | Farum Park                | 4° in Superligaen     |
| Randers      | Randers         | Stadio Essex Park Randers | 7° in Superligaen     |
| Silkeborg    | Silkeborg       | JYSK Park                 | 6° in Superligaen     |
| SønderjyskE  | Haderslev       | Haderslev Fodboldstadion  | 1° in 1.Division      |
| Vejle        | Vejle           | Vejle Stadion             | 3° in Superligaen     |
| Viborg       | Viborg          | Viborg Stadion            | 8° in Superligaen     |

## Albo d'oro
- 1912-1913  KB (1)
- 1913-1914  KB (2)
- 1914-1915 Non disputato
- 1915-1916  B.93 (1)
- 1916-1917  KB (3)
- 1917-1918  KB (4)
- 1918-1919  AB (1)
- 1919-1920  B 1903 (1)
- 1920-1921  AB (2)
- 1921-1922  KB (5)
- 1922-1923  Frem (1)
- 1923-1924  B 1903 (2)
- 1924-1925  KB (6)
- 1925-1926  B 1903 (3)
- 1926-1927  B.93 (2)
- 1927-1928 Nessun vincitore
- 1928-1929  B.93 (3)
- 1929-1930  B.93 (4)
- 1930-1931  Frem (2)
- 1931-1932  KB (7)
- 1932-1933  Frem (3)
- 1933-1934  B.93 (5)
- 1934-1935  B.93 (6)
- 1935-1936  Frem (4)
- 1936-1937  AB (3)
- 1937-1938  B 1903 (4)
- 1938-1939  B.93 (7)
- 1939-1940  KB (8)
- 1940-1941  Frem (5)
- 1941-1942  B.93 (8)
- 1942-1943  AB (4)
- 1943-1944  Frem (6)
- 1944-1945  AB (5)
- 1945-1946  B.93 (9)
- 1946-1947  AB (6)
- 1947-1948  KB (9)
- 1948-1949  KB (10)
- 1949-1950  KB (11)
- 1950-1951  AB (7)
- 1951-1952  AB (8)
- 1952-1953  KB (12)
- 1953-1954  Køge BK (1)
- 1954-1955  Aarhus (1)
- 1955-1956  Aarhus (2)
- 1956-1957  Aarhus (3)
- 1958  Vejle (1)
- 1959  B 1909 (1)
- 1960  Aarhus (4)
- 1961  Esbjerg (1)
- 1962  Esbjerg (2)
- 1963  Esbjerg (3)
- 1964  B 1909 (2)
- 1965  Esbjerg (4)
- 1966  Hvidovre (1)
- 1967  AB (9)
- 1968  KB (13)
- 1969  B 1903 (5)
- 1970  B 1903 (6)
- 1971  Vejle (2)
- 1972  Vejle (3)
- 1973  Hvidovre (2)
- 1974  KB (14)
- 1975  Køge BK (2)
- 1976  B 1903 (7)
- 1977  Odense (1)
- 1978  Vejle (4)
- 1979  Esbjerg (5)
- 1980  KB (15)
- 1981  Hvidovre (3)
- 1982  Odense (2)
- 1983  Lyngby (1)
- 1984  Vejle (5)
- 1985  Brøndby (1)
- 1986  Aarhus (5)
- 1987  Brøndby (2)
- 1988  Brøndby (3)
- 1989  Odense (3)
- 1990  Brøndby (4)
- 1991  Brøndby (5)
- 1991-1992  Lyngby (2)
- 1992-1993  Copenaghen (1)
- 1993-1994  Silkeborg (1)
- 1994-1995  Aalborg (1)
- 1995-1996  Brøndby (6)
- 1996-1997  Brøndby (7)
- 1997-1998  Brøndby (8)
- 1998-1999  Aalborg (2)
- 1999-2000  Herfølge (1)
- 2000-2001  Copenaghen (2)
- 2001-2002  Brøndby (9)
- 2002-2003  Copenaghen (3)
- 2003-2004  Copenaghen (4)
- 2004-2005  Brøndby (10)
- 2005-2006  Copenaghen (5)
- 2006-2007  Copenaghen (6)
- 2007-2008  Aalborg (3)
- 2008-2009  Copenaghen (7)
- 2009-2010  Copenaghen (8)
- 2010-2011  Copenaghen (9)
- 2011-2012  Nordsjælland (1)
- 2012-2013  Copenaghen (10)
- 2013-2014  Aalborg (4)
- 2014-2015  Midtjylland (1)
- 2015-2016  Copenaghen (11)
- 2016-2017  Copenaghen (12)
- 2017-2018  Midtjylland (2)
- 2018-2019  Copenaghen (13)
- 2019-2020  Midtjylland (3)
- 2020-2021  Brøndby (11)
- 2021-2022  Copenaghen (14)
- 2022-2023  Copenaghen (15)
- 2023-2024  Midtjylland (4)
- 2024-2025  Copenaghen (16)

### Vittorie totali
| Club         | Titoli | Secondi posti | Anni |
| ------------ | ------ | ------------- | --- |
| Copenaghen   | 16     | 7             | 1992-93, 2000-01, 2002-03, 2003-04, 2005-06, 2006-07, 2008-09, 2009-10, 2010-11, 2012-13, 2015-16, 2016-17, 2018-19, 2021-22, 2022-2023, 2024-2025 |
| KB           | 15     | 13            | 1912-13, 1913-14, 1916-17, 1917-18, 1921-22, 1924-25, 1931-32, 1939-40, 1947-48, 1948-49, 1949-50, 1952-53, 1968, 1974, 1980                       |
| Brøndby      | 11     | 10            | 1985, 1987, 1988, 1990, 1991, 1995-96, 1996-97, 1997-98, 2001-02, 2004-05, 2020-2021                                                               |
| AB           | 9      | 10            | 1918-19, 1920-21, 1936-37, 1942-43, 1944-45, 1946-47, 1950-51, 1951-52, 1967                                                                       |
| B.93         | 9      | 2             | 1915-16, 1926-27, 1928-29, 1929-30, 1933-34, 1934-35, 1938-39, 1941-42, 1945-46                                                                    |
| B 1903       | 7      | 4             | 1919-20, 1923-24, 1925-26, 1937-38, 1969, 1970, 1976                                                                                               |
| Frem         | 6      | 9             | 1922-23, 1930-31, 1932-33, 1935-36, 1940-41, 1943-44                                                                                               |
| Aarhus       | 5      | 9             | 1954-55, 1955-56, 1956-57, 1960, 1986 |
| Vejle        | 5      | 3             | 1958, 1971, 1972, 1978, 1984 |
| Esbjerg      | 5      | 3             | 1961, 1962, 1963, 1965, 1979 |
| Aalborg      | 4      | 0             | 1994-95, 1998-99, 2007-08, 2013-14 |
| Midtjylland  | 4      | 4             | 2014-15, 2017-18, 2019-20, 2023-24 |
| Odense       | 3      | 5             | 1977, 1982, 1989 |
| Hvidovre     | 3      | 1             | 1966, 1973, 1981 |
| Lyngby       | 2      | 3             | 1983, 1991-92 |
| Køge BK      | 2      | 1             | 1953-54, 1975 |
| B 1909       | 2      | 0             | 1959, 1964 |
| Silkeborg    | 1      | 1             | 1993-94 |
| Nordsjælland | 1      | 2             | 2011-12 |
| Herfølge     | 1      | 0             | 1999-00 |

## Statistiche e record

### Presenze
In grassetto i calciatori ancora in attività
| Pos. | Giocatore             | Attività  | Presenze |
| ---- | --------------------- | --------- | -------- |
| 1    | Rasmus Würtz          | 2000-2019 | 452      |
| 2    | Hans Henrik Andreasen | 1998-2017 | 397      |
| 3    | Per Nielsen           | 1993-2008 | 394      |
| 4    | Jakob Poulsen         | 2001-2020 | 390      |
| 5    | Jimmy Nielsen         | 1994-2013 | 375      |
| 6    | Jesper Hansen         | 2003-     | 374      |
| 7    | Michael Hansen        | 1987-2007 | 371      |
| 7    | Mogens Krogh          | 1981-2002 | 371      |
| 9    | Nicolai Stokholm      | 1996-2014 | 370      |
| 10   | Arkadiusz Onyszko     | 1989-2011 | 363      |

### Reti
In grassetto i calciatori ancora in attività
| Pos. | Giocatore         | Attività  | Reti |
| ---- | ----------------- | --------- | ---- |
| 1    | Morten Rasmussen  | 2002-2019 | 145  |
| 2    | Søren Frederiksen | 1984-2005 | 139  |
| 3    | Peter Møller      | 1990-2005 | 135  |
| 4    | Heine Fernandez   | 1084-2005 | 126  |
| 5    | Steffen Højer     | 1992-2007 | 124  |
| 6    | Frank Kristensen  | 1997-2014 | 109  |
| 7    | Peter Graulund    | 1995-2012 | 107  |
| 8    | Søren Andersen    | 1989-2003 | 101  |
| 9    | Nicklas Helenius  | 2010-     | 93   |
| 10   | Dame N'Doye       | 2003-2020 | 90   |